# Sky Team (juego de mesa)
Sky Team es un juego de mesa para dos jugadores en el que los participantes actúan como piloto y copiloto para hacer aterrizar un avión con seguridad. Fue diseñado por Luc Rémond y publicado en 2023 por Le Scorpion Masqué.

## Creación
Según una entrevista en la web especializada Polygon, Luc Rémond desarrolló originalmente Sky Team durante los confinamientos por la COVID-19 como un juego para un solo jugador. Los aspectos de comunicación para dos jugadores, que son una característica fundamental del juego, se añadieron después de las pruebas realizadas tras levantarse el confinamiento. La editorial quebequense Le Scorpion Masqué contó con la asesoría del comandante de vuelo Robert Piché en el desarrollo de uno de los escenarios del juego. En 2023 se presentó en convenciones de juegos como la Feria de Essen , las Gen Con y la Penny Arcade eXpo.
El juego se ha publicado en español por la editorial Asmodee.

## Sistema de juego
En Sky Team los jugadores trabajan juntos como piloto y copiloto para dirigir un avión comercial a través de diversos escenarios de aterrizaje. Cada jugador lanza dados al comienzo de cada ronda, sin que el otro jugador los vea. El juego requiere coordinación silenciosa para asignar los dados a las ranuras que representan los componentes de un avión, simulando la gestión del eje, la velocidad, los flaps, el tren de aterrizaje y la comunicación con la torre de control. El objetivo es ajustar estos componentes a lo largo de varias rondas para que el avión aterrice de forma segura en el aeropuerto de llegada. Ambos jugadores pierden si el avión entra en pérdida, se pasa de la trayectoria o colisiona con otros aviones debido a la mala gestión de estos componentes.

## Reconocimientos
Sky Team ha obtenido, entre otros, los siguientes reconocimientos:
- 2023 Ganador del premio Origins en lla categoría de juegos cooperativos
- 2023 Ganador del premio Meeples Choice Award
- 2023 Golden Geek al mejor juego cooperativo
- 2023 Golden Geek al mejor juego para dos jugadores
- 2023 Board Game Quest Awards al mejor juego cooperativo
- 2024 Nederlandse Spellenprijs al mejor juego familiar
- 2024 Ganador del premio Spiel des Jahres
- 2024 Ganador del International Gamers Award al mejor juego para dos jugadores.